# Lavinový průraz
Lavinový průraz je jev, při kterém dochází díky velkému elektrickému poli ke značnému znásobení velikosti elektrického proudu, čímž je umožněn tok velikých proudů i v materiálech, které jsou jinak dobrými izolanty.

## Princip
K lavinovému jevu dochází v plynných, kapalných nebo pevných polovodičích či izolantech, jestliže elektrické pole v látce je dostatečně silné, aby urychlilo volné elektrony (které se v malém počtu nachází i v materiálech, jež jsou izolanty) na takovou rychlost, při které tyto elektrony mají dostatečnou energii, aby při kolizi s krystalovou mřížkou uvolnily další elektron, který se pak účastní procesu. Takto značně narůstá počet volných nosičů náboje a tedy (pod vlivem elektrického pole) i proudu v materiálu. Lavinový průraz je někdy nesprávně zaměňován se Zenerovým průrazem. Ačkoliv mají některé podobné vlastnosti, fyzikální princip je zcela odlišný. K oběma dochází při aplikaci závěrného napětí, ovšem zatímco k lavinovému průrazu dochazí v méně dotovaných polovodičích výše popsaným způsobem, k Zenerovu průrazu dochází ve značně dotovaných polovodičích na základě tunelového jevu. Pro Zenerův průraz stačí závěrné napětí okolo 2–200 V v závislosti na aplikaci, pro lavinový průraz je třeba napětí okolo 500 V pro Germanium a 1 000 V a více pro křemík. V některých aplikacích dochází k oběma jevům současně, možná proto jsou někdy mylně považovány za jeden a tentýž efekt.

## Lavinový průběh
K lavinovému průrazu dochází pouze v silných elektrických polích, jichž lze dosáhnout velmi vysokým napětím, nebo nižším napětím na velmi malých vzdálenostech (typicky v polovodičových prvcích). Síla elektrického pole, nutného k vyvolání lavinového průrazu značně závisí na materiálu. Zatímco pro vzduch je to okolo 3 MV/m, pro polovodiče už ~ 20–40 MV/m a pro dobré izolanty jako je například keramika je to ~ 40 MV/m a více.
Jakmile je dosaženo požadované velikosti elektrického pole, dochází k lavinovému průrazu, neboť volné nosiče náboje se nachází ve všech materiálech byť třeba v malém počtu. Volné nosiče jsou silným elektrickým polem urychleny na vysoké rychlosti a při průchodu materiálem naráží na atomy materiálu. Kdyby jejich rychlost nebyla dostatečně velká (elektrické pole nebylo dostatečně silné), atomy nosiče absorbují a dojde k zastavení procesu. V opačném případě dojde při kolizi k vyražení dalšího elektronu (vygenerování páru elektron-díra), oba elektrony (původní a právě vyražený) jsou opět urychleny elektrickým polem a dochází k dalším kolizím a generování nosičů, jejichž počet exponenciálně roste. Maxima je často dosaženo v řádu několika pikosekund. Lavina má za následek průtok velmi velkých proudů omezených pouze vnějším elektrickým obvodem.

## Aplikace
Lavinového jevu se využívá nejen v polovodičových zařízeních pro speciální účely jako jsou lavinové diody, lavinové fotodiody či lavinové transistory, ale i například v některých typech výbojek. Lavinová polovodičová zařízení se nejčastěji provozují s napětím těsně pod hranicí průrazového napětí, kdy stačí nepatrná událost (například dopad jediného fotonu u lavinové fotodiody), která vyvolá lavinový efekt. Toho se využívá k zesílení velmi slabých signálů a tedy k zvýšení zisku zařízení. Protože je lavinový efekt velmi rychlý, je možné tato zařízení provozovat na mikrovlnných frekvencích (~GHz) a používat v pulsních obvodech. Přestože lavinový průraz není sám o sobě desktruktivní (ve smyslu zničení krystalové mřížky materiálu), obrovský nárůst proudu při lavinovém efektu způsobuje také značný nárůst tepla, které může vést ke zničení zařízení. Proto je nutné zajistit chlazení zařízení či použít vnějších obvodů pro omezení protékajícího proudu.